# Saint-Hilaire-de-Gondilly
Saint-Hilaire-de-Gondilly ist eine französische Gemeinde mit 136 Einwohnern (Stand: 1. Januar 2022) im Département Cher in der Region Centre-Val de Loire; sie gehört zum Arrondissement Saint-Amand-Montrond und zum Kanton La Guerche-sur-l’Aubois.  

## Geographie
Saint-Hilaire-de-Gondilly liegt etwa 41 Kilometer ostsüdöstlich von Bourges. Das Gemeindegebiet wird vom Flüsschen Liseron durchquert. Umgeben wird Saint-Hilaire-de-Gondilly von den Nachbargemeinden Garigny im Norden, Menetou-Couture im Osten, Le Chautay im Südosten, La Guerche-sur-l’Aubois im Süden, Nérondes im Südwesten und Westen, Chassy im Westen sowie Mornay-Berry im Westen und Nordwesten.

## Bevölkerungsentwicklung
| Jahr                       | 1962 | 1968 | 1975 | 1982 | 1990 | 1999 | 2006 | 2019 |
| -------------------------- | ---- | ---- | ---- | ---- | ---- | ---- | ---- | ---- |
| Einwohner                  | 224  | 242  | 183  | 155  | 156  | 190  | 197  | 154  |
| Quellen: Cassini und INSEE |      |      |      |      |      |      |      |      |

## Sehenswürdigkeiten
- Kirche Saint-Hilaire aus dem 12./13. Jahrhundert

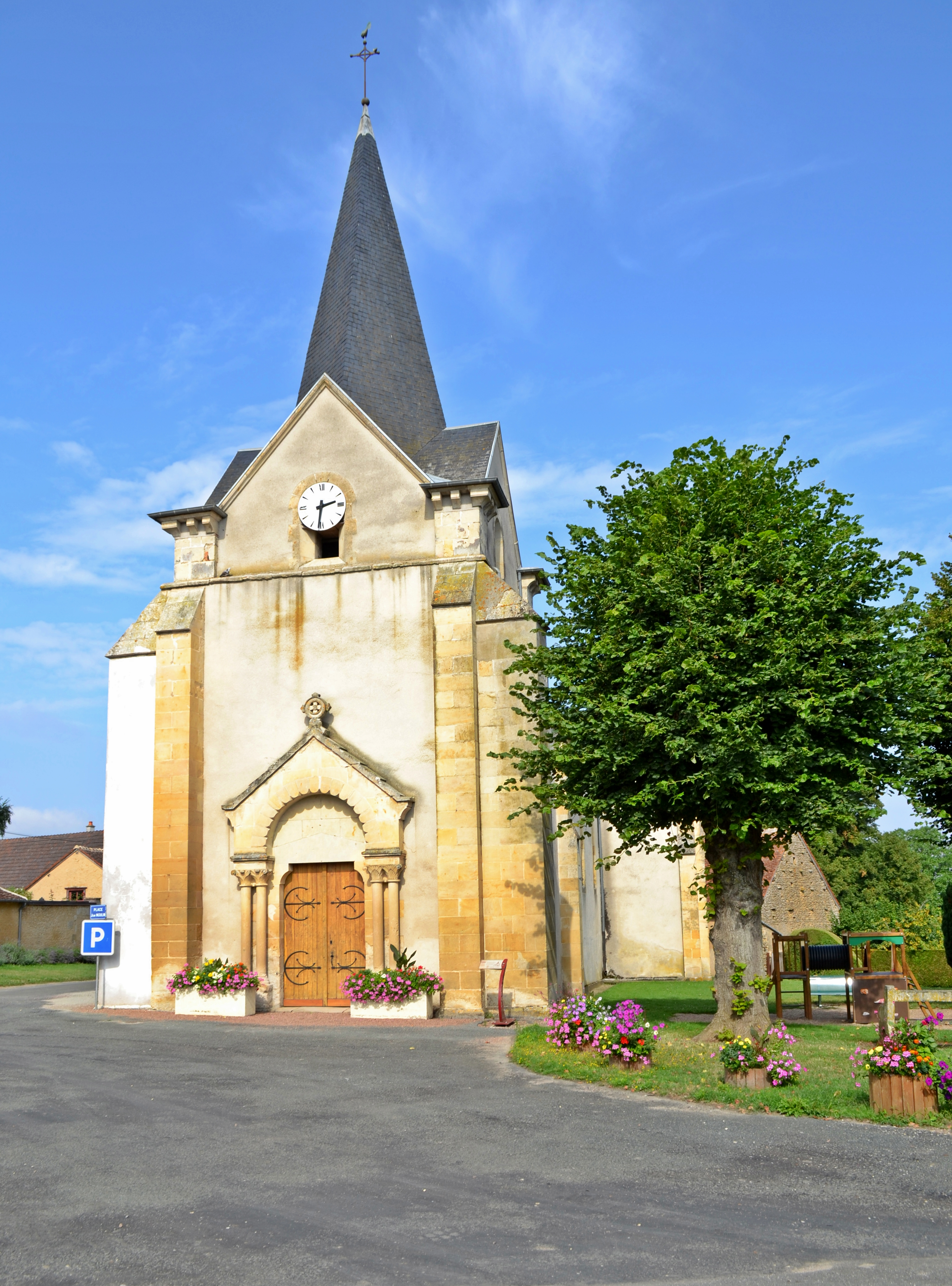
Kirche Saint-Hilaire